# Купрешани
Купрешани је насељено место у Босни и Херцеговини у општини Јајце. Административно припада Федерацији Босне и Херцеговине, односно њеном Средњобосанском кантону. Према попису становништва из 2013. у насељу је било 948 становника, а већинску популацију у насељу чинили су Бошњаци и Хрвати.

## Становништво
По последњем службеном попису становништва из 2013. године у насељу Купрешани живело је 948 становника, а село је било етнички хетерогено са мешовитом бошњачко-хрватском популацијом.
| Националност | 2013. | 1991.        | 1981.        | 1971.        |
| Бошњаци      | —     | 516 (46,65%) | 537 (53,33%) | 471 (57,02%) |
| Хрвати       | —     | 548 (49,55%) | 427 (42,40%) | 337 (40,80%) |
| Срби         | —     | 1 (0,09%)    | 2 (0,19%)    | 10 (1,21%)   |
| Црногорци    | —     | 0            | 0            | 1 (0,09%)    |
| Роми         | —     | 0            | 0            | 6 (0,72%)    |
| Југословени  | —     | 29 (2,62%)   | 30 (2,97%)   | 0            |
| остали       | —     | 12 (1,08%)   | 10 (0,99%)   | 2 (0,24%)    |
| Укупно       | 948   | 1.106        | 1.007        | 826          |